# Шамко, Александр Игоревич
Александр Игоревич Шамко (бел. Аляксандр Ігаравіч Шамко, 15 октября 1968, Минск, Беларусь) — белорусский государственный деятель, министр спорта и туризма Республики Беларусь (2012—2018).

## Биография
В 1987 году окончил Минский ордена Трудового Красного Знамени политехнический техникум, в 2000-м — Командно-инженерный институт МЧС Республики Беларусь, в 2009-м — Академию управления при Президенте Республики Беларусь.
В 1987—1989 годах служил в Вооруженных Силах.
С 1989 года проходил службу на различных должностях в органах и подразделениях по чрезвычайным ситуациям.
В 2007—2008 годах — начальник государственного пожарного аварийно-спасательного учреждения «Республиканский отряд специального назначения» Министерства по чрезвычайным ситуациям Республики Беларусь.
В 2008—2012 годах — заместитель министра по чрезвычайным ситуациям.
31 октября 2012 года — назначен министром спорта и туризма Республики Беларусь.
15 февраля 2018 года уволен с должности министра спорта и туризма Республики Беларусь.
Награждён медалями «За безупречную службу» I, II и III степеней.